# Walnut, Kalifornien
Walnut är en stad i Los Angeles County i Kalifornien i USA. Staden ligger cirka fyra mil öster om Los Angeles och är en av storstadens förorter. Stadens namn kommer från det spanska namnet, Rancho Los Nogales, på den tidigare mexikanska bosättningen på platsen. Nogales betyder liksom Walnut valnöt.
Walnut utsågs 2009 av tidningen Money till den 70:e bästa platsen att bo på i USA, och därmed den bästa i Kalifornien.